# Secundaire literatuur over Multatuli
Er is heel veel geschreven over Multatuli, zowel over zijn werk als over zijn leven. Op deze pagina wordt een overzicht gegeven van de secundaire literatuur over Multatuli

## Bibliografiën over Multatuli-literatuur
Voor wie literatuur zoekt over en van Multatuli, moet weet hebben van twee boeken en een tijdschrift. In deze nog enkel antiquarisch verkrijgbare boeken wordt een poging gedaan, een inventarisatie te maken van alle (?) bekende literatuur over Multatuli.
- A.J. de Mare. Multatuli-literatuur. Lijst der geschriften van en over Eduard Douwes Dekker, E.J. Brill, Leiden 1948

Nog altijd is dit boek voor een verzamelaar van historische uitgaven van en over Multatuli een onmisbare bron van informatie. Antiquaren verwijzen naar dit boek met "DM". Bijvoorbeeld: de eerste druk van de Max Havelaar uit 1860: DM 195
Verder bevat dit boek een hele lijst met referenties naar recensies verschenen over werk van Multatuli, wanneer er in de Staten Generaal opmerkingen werden gemaakt over de Max Havelaar etc.
Het tweede boek neemt de draad op, waar De Mare noodgedwongen moest stoppen:
- P.C. van de Plank met medewerking van A.J.M. Caspers & E.J. Krol, Multatuli-literatuur 1948-1977, Huis aan de drie Grachten, Amsterdam, 1977, ISBN 90 6388 072 3 gebonden, ISBN 90 6388 122 3 (ingenaaid)

Verder is er het tijdschrift Over Multatuli, dat verschijnt sinds 1978.

## Secundaire literatuur over Multatuli
- 1860 - Verslag de handelingen van de Tweede Kamer der Staten-Generaal, 1860-1861, 25 sept 1960, p. 31. A.J. Duymaer van Twist over de Max Havelaar. (DM 543)
- 1860 - Verslag de handelingen van de Tweede Kamer der Staten-Generaal, 1860-1861, 25 sept 1960, p. 27. Wolter Robert van Hoëvell over de Max Havelaar. (DM 546)
- 1860 - Een boek voor den Koning. Max Havelaar, Jan Pieter de Keyser in: De Tijdspiegel, 1860, II, 189-193 (DM 547)
- 1860 - Verslag de handelingen van de Tweede Kamer der Staten-Generaal, 1860-1861, 25 sept 1960, p. 30-31. P. Mijer over de Max Havelaar (DM 550)
- 1860 - Max Havelaar en de koffijveilingen der Nederlandsche Handelsmaatschappij door Multatuli, P.J.B.C. Robiné van der Aa, in" De Nederlandsche Spectator, 1860, no. 23 2n 26, 182-183 2n 205-207 (DM 553)
- 1860 - Multatuli versus Droogstoppel, Slijmering en Co, prof. P.J. Veth in: De Gids 1860, II, 58-82, 233-269
- 1874 - Een Zaaier. Studiën over Multatuli's werken (door Carel Vosmaer) (DM 693)
- 1888 - Eduard Douwes Dekker (Multatuli): eene ziektegeschiedenis (door Th. Swart Abrahamsz) in: De Gids 1888, III-p. 1 e.v.) (DM 963), later zelfstandig uitgegeven bij: Tj. van Hiolkema, Amsterdam, 1888, VIII, 1-81 (DM 964)
- 1888 - Dr. Swart Abrahamsz over Multatuli (door F. van der Goes) (DM 945)
- 1888 - Multatuli geoordeeld door de wetenschap: het Gidsartikel van Dr. Swart Abrahamsz toegelicht (door A. Gorter) (DM 946)
- 1888 - Multatuli: een valsche diagnosise van een dolenden gids (door H.J. Top) (DM 966)
- 1888 - Multatuli-wespen, Veritas (= Marie Anderson) (DM 969)
- 1889 - Aesculaap als caricatuurschilder: bedenkingen tegen het artikel van Dr. Th. Swart Abrahamsz over Multatuli (door A.H.E. Douwes Dekker) (DM 976)
- 1889 - Een en ander over Multatuli (door J. Versluys) (DM 970)
- 1889 - Een nieuw soort oorspronkelijkheid en Nog iets over Multatuli (door J. Versluys)
- 1900 - Eduard Douwes Dekker: Multatuli (door J.B. Meerkerk) (herziene versie in 1912)
- 1902 - Uit Multatuli's leven (door M. Anderson) (heruitgebracht in 1981)
- 1909 - Multatuli en de romantiek (door J. Prinsen J.Lz.)
- 1910 - Multatuli als ketter bij uitnemendheid (door Ferdinand Domela Nieuwenhuis)
- 1910 - Van christen tot anarchist (door Ferdinand Domela Nieuwenhuis)
- 1910 - Multatuli als wijsgeer (door B. Damme)
- 1920 - Het leven en de werken van Eduard Douwes Dekker (Multatuli) (door J. de Gruyter)
- 1926 - Lebak en de Max Havelaar. Het boek van het "schandelijk en fijngesponnen zamenraapsel van leugens en valsche aantijgingen, van laster en van de meest geraffineerde laaghartigheid" (door Willem Hendrik Wendelin de Kock en J.H. Valckenier Kips)
- 1927 - Niets is geheel waar (toneelspel van F.M. Huebner over Multatuli, vertaald door Simon Koster)
- 1933 - Uit Multatuli's nalatenschap. De zaak De Vletter (door B. Damme)
- 1937 - Douwes Dekker en Multatuli (door Menno ter Braak)
- 1937 - Eduard Douwes Dekker. Zijn jeugd en Indische jaren (door J. Saks)
- 1937 - De Man van Lebak: anekdoten en dokumenten betreffende Multatuli (door E. du Perron)
- 1937 - Multatuli en de zijnen (door Julius Pée)
- 1938 - Multatuli, tweede pleidooi: beschouwingen en nieuwe dokumenten (door E. du Perron)
- 1938 - Multatuli en zijn zoon (door Menno ter Braak)
- 1939 - De waarheid over Multatuli en zijn gezin (door De Schoondochter) (pseudoniem van A. Douwes Dekker-Post Van Leggelo)
- 1940 - Multatuli en de luizen: aantekeningen bĳ een nieuw Waarheidsboek over Multatuli (door E. du Perron)
- 1947 - De beteekenis van Multatuli voor onzen tijd (door Henri A. Ett)
- 1947 - Batavus Droogstoppel (door L. Roelandt)
- 1949 - Multatuli, Mansholt en De Raaf (door K. ter Laan)
- 1949 - Het Drama en het Toneel bij Multatuli (door H. de Leeuwe) (het eerste proefschrift over Multatuli)
- 1949 - Max Havelaar / Multatuli ; naar het authentieke handschrift uitgegeven en ingeleid door G. Stuiveling, Amsterdam : Van Oorschot, met aantekeningen en register, de zgn. nulde druk., 2e druk: 1972
- 1950 - Multatuli's naleven (door E. du Perron) (met een voorwoord van E. du Perron-de Roos)
- 1950 - Multatuli en Tine (door Josine W.L. Meijer)
- 1950 - De herziening van Max Havelaar (door Gerard Brom)
- 1953 - Multatuli, minister in spe (door P. Spigt)
- 1954 - De ballingschap van Multatuli (1865-1868) (door P. Spigt)
- 1958 - Multatuli (door Gerard Brom)
- 1960 - Multatuli: aanklager, strijder, realist. Zijn leven, werk en betekenis (door F.W. Driessen)
- 1960 - Anekdoten over Multatuli (door Annet Horsman)
- 1962 - 100 jaar Max Havelaar. Essays over Multatuli (door Pierre H. Dubois, Multatuli-Genootschap, G. Stuiveling en D. de Vries)
- 1966 - De structuur van "Max Havelaar". Bijdrage tot het onderzoek naar de interpretatie en evaluatie van de roman (door A.L. Söteman)
- 1966 - Multatuli en Hotz (door J. Kortenhorst)
- 1967 - De opvoeringen van Multatuli's Vorstenschool door de Niiweuw Rotterdamsche Schouwburg vereniging gedurende het tijdvak van 1 maart 1875 tot 23 mei 1879, Henri A. Ett, Beschriften van het Multatuli-Genootschap
- 1968 - Multatuli en David Koning (door J. Kortenhorst)
- 1970 - Max Havelaar de held van Lebak (door Marcel Janssens)
- 1970 - Multatuli en de kritiek (door J.J. Oversteegen)
- 1970 - Multatuli (samengesteld onder leiding van G. Stuiveling)
- 1970 - Multatuli in Delft (door Henri A. Ett)
- 1972 - Multatuli, sarcast op een ongelegen moment (door P. Spigt) (ISBN 9028020578)
- 1972 - Multatuli (door Peter King)
- 1975 - Keurig in de kontramine. Over Multatuli (door P. Spigt) ISBN 9025365094 ISBN 9025355323
- 1976 - De raadselachtige Multatuli (door W.F. Hermans) (tweede herziene druk 1987) (ISBN 9062250041 ISBN 9023409779)
- 1979 - Het leven van Multatuli (door Paul van 't Veer) (ISBN 9029551100)
- 1979 - Multatuli als lotgenoot van Du Perron (door J.H.W. Veenstra) (ISBN 9063220251)
- 1981 - De structuur van Max Havelaar (door A.L. Sötemann) (ISBN 9001803806)
- 1981 - Uit Multatuli's leven (door Anna Maria Anderson en J. Kortenhorst) (ISBN 9063220685)
- 1982 - Levenslang. Opstellen over Multatuli (door Garmt Stuiveling) (ISBN 9063883218)
- 1984 - Het pak van Sjaalman. Honderdzevenenveertig verhandelingen en opstellen (door Frits Staal) (ISBN 9029019980)
- 1985 - De multatulianen. 125 jaar Multatuli-verering en Multatuli-hulde (door Atte Jongstra )(ISBN 9070630133)
- 1986 - Er is niets poëtischer dan de waarheid. Schrijvers over Multatuli (door F. Springer) (ISBN 9025465803)
- 1987 - Multatuli: ik kan met niemand meegaan (door Philip Vermoortel) (ISBN 9068570072)
- 1987 - De redelijke Natuur. Multatuli's literatuuropvatting (door J.J. Oversteegen) (ISBN 9061944163)
- 1987 - Multatuli, Max Havelaar (door Jos Paardekooper) (ISBN 9066750804)
- 1987 - Multatuli's Max Havelaar, Fact and Fiction (door Peter King)
- 1987 - Multatuli in Vlaanderen (door Philip Vermoortel) (ISBN 9050351433)
- 1987 - Een paradijsvogel boven het aardappelloof. Twee korte essays over Multatuli (door Jan Wolkers) (ISBN 907061037X)
- 1987 - De mythe van Lebak (door Rob Nieuwenhuys) (ISBN 9028206620)
- 1988 - Multatuli 1820-1887. Ik predik ontevredenheid (door Jacky Goris)
- 1990 - De veelzinnige muze van E. Douwes Dekker (door E. Francken) (ISBN 9028207619)
- 1990 - Multatuli's Minnebrieven na 130 jaar (door L.F. Abell en L.G. Abell-van Soest) (ISBN 9063881924)
- 1991 - Adinda! Duizend vuurvliegjes tooien je loshangend haar. Multatuli in Indonesië (door Kees Snoek en Gerard Termorshuizen) (ISBN 9064120927)
- 1994 - Multatuli's legioen van Insulinde: Marie Anderson, Dek en de anderen (door Tristan Haan) (ISBN 9073978262)
- 1995 - Multatuli van blanke radja tot bedelman (door Hans van Straten) (ISBN 9073978432 ISBN 9073978386)
- 1995 - K. ter Laan's Multatuli Encyclopedie (onder redactie van Chantal Keijsper) (ISBN 9012081815)
- 1995 - De schrijver Multatuli (door Philip Vermoortel) (ISBN 9012081823)
- 1996 - Door de achterdeur naar binnen. Over de wording van Multatuli's Max Havelaar (door J. Hoogteijling) (proefschrift OU Heerlen)
- 2000 - Multatuli voor iedereen (maar niemand voor Multatuli) (door Nop Maas) (ISBN 9075697120)
- 2000 - Het gelijk van Multatuli. Het handelen van Eduard Douwes Dekker in rechtshistorisch perspectief (door Tom Phijffer [1]) (ISBN 907631442X)
- 2001 - Van een afstand. Multatuli's Max Havelaar tegendraads gelezen (door Gera Judit) (ISBN 9020402684)
- 2002 - Multatuli. Leven en werk van Eduard Douwes Dekker (door Dik van der Meulen) (ISBN 905875202X)
- 2010 - De minotaurus onzer zeden. Multatuli als heraut van het feminisme, Myriam Everard en Ulla Jansz (red.), Aksant, ISBN 9789052603766
- 2023 - Verheven ongemanierd. Mimi en Multatuli, Gaia van Bruggen, uitgever: Boom, Amsterdam ISBN 9789024447725 [gedetailleerde beschrijving van het leven van Mimi, en welke rol Eduard Douwes Dekker daarin had, en hoe hij met mensen en jonge vrouwen omging]